# 2608 Seneca
A 2608 Seneca (ideiglenes jelöléssel 1978 DA) egy földközeli kisbolygó. Schuster, H.-E. fedezte fel 1978. február 17-én.